# 米野木町
米野木町（こめのきちょう）は、愛知県日進市の町名。41の小字が設置されている。

## 地理
日進市南東部に位置し、東は三本木町および豊田市田籾町・みよし市黒笹町、西は藤枝町、南は米野木台・東郷町大字諸輪、北は藤島町・長久手市岩作三ケ峯に接する。

### 河川
- 天白川（三本木川） - 三ケ峯上池付近に源流がある。
- 愛知用水

### 池沼
- 愛知池（東郷調整池） - 東郷町大字諸輪、みよし市黒笹町にまたがる。
- 海老池
- 三ケ峯上池

### 自然要衝
- 三峯峠 - 豊田市田籾町との境界付近

### 小字
- 油田（あぶらた）
- 阿弥陀前（あみだまえ）
- 榎坪（えのきつぼ）
- 海老池（えびいけ）
- 追頃（おいごろ）
- 大廻間（おおばさま）
- 大原（おおばら）
- 奥畑（おくばた）
- 追鳥（おっとり）
- 柿ノ木島（かきのきじま）
- 柿ノ木前（かきのきまえ）
- 傘松（かさまつ）
- 上五反田（かみごたんだ）
- 上砂子（かみすなご）
- 北畑（きたばた）
- 北山（きたやま）
- 小廻間（こばさま）
- 小馬場（こまんば）
- 坂ノ本（さかのもと）
- 三ケ峯（さがみね）
- 下五反田（しもごたんだ）
- 下砂子（しもすなご）
- 竹若（たけわか）
- 丁田（ちょうだ）
- 土岡（つちおか）
- 百々（どうど）
- 中大原（なかおおばら）
- 仲芝（なかしば）
- 仲田（なかた）
- 西馬池（にしうまいけ）
- 農来（のうらい）
- 番城田（ばんじょうだ）
- 東馬池（ひがしうまいけ）
- 東田面（ひがしだめん）
- 福成（ふくなり）
- 細口（ほそぐち）
- 丸山（まるやま）
- 南荒田（みなみあらた）
- 南山（みなみやま）
- 宮前（みやまえ）
- 家下（やした）

## 世帯数と人口
2021年（令和3年）12月1日現在の世帯数と人口は以下の通りである。
| 町丁     | 世帯数    | 人口    |
| -------- | --------- | ------- |
| 米野木町 | 1,682世帯 | 3,969人 |

## 学区
市立小・中学校に通う場合、学区は以下の通りとなる。また、公立高等学校に通う場合の学区は以下の通りとなる。
| 字・番地等               | 小学校               | 中学校               | 高等学校普通科 |
| ------------------------ | -------------------- | -------------------- | -------------- |
| 下記以外                 | 日進市立東小学校     | 日進市立日進東中学校 | 尾張学区       |
| 土岡・奥畑・南山の各一部 | 日進市立梨の木小学校 | 日進市立日進東中学校 | 尾張学区       |

## 歴史
愛知郡米野木村を前身とする。かつては米ノ木村、米之木村と表記されることもあった。

### 町名の由来
『尾張国地名考』や『尾張志』には「小梅の木の約るなり」とあるが、「小梅の木」の由来については不詳。

### 沿革
- 1875年（明治8年）- 一部が三本木村として分立[7]。
- 1889年（明治22年）10月1日 - 町村制施行・合併に伴い、愛知郡白山村大字米野木となる[7]。
- 1906年（明治39年）5月10日 - 合併に伴い、日進村大字米野木となる[7]。
- 1958年（昭和33年）1月1日 - 町制施行に伴い、日進町大字米野木となる[7]。
- 1994年（平成6年）10月1日 - 市制施行に伴い、日進市米野木町となる[8][9]。
- 2016年（平成28年）10月8日 - 一部が米野木台一丁目から六丁目となる[10]。

## 施設
- 日進市立東小学校
- 日進市立日進東中学校（藤島町にまたがる）
- 愛知県立日進高等学校
- 名古屋商科大学
- 国際高等学校
- 日進市立東部保育園
- 東部福祉会館
- 尾張東部浄水場
- 中部電力人財開発センター
- 中部電力日進総合運動場
- 愛知国際病院
- 愛知牧場
- 愛知東邦大学日進グラウンド
- イングリッシュガーデンゴルフクラブ
- 荒川工業日進工場
- デンソー先端技術研究所
- SOKEN本社
- マキタ日進事業所
- 本亮院
- 薬師寺
- 日本基督教団南山教会
- 創価学会日進文化会館

## 交通

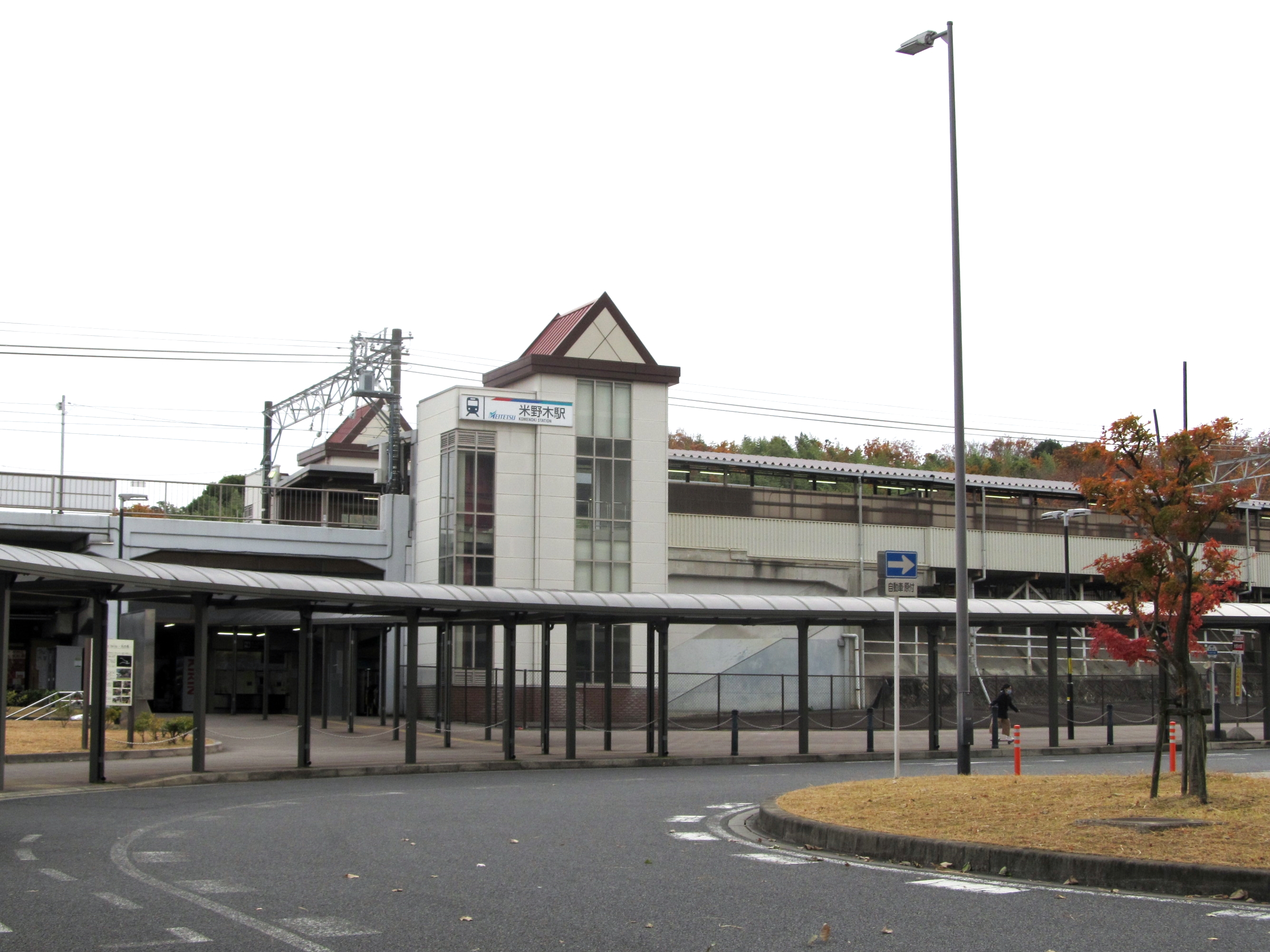
米野木駅

### 鉄道
- 名鉄豊田線 米野木駅

### 道路
- 愛知県道58号名古屋豊田線
- 愛知県道215号田籾名古屋線
- 愛知県道231号米野木莇生線
- 愛知県道233号岩作諸輪線
- 東名高速道路 東郷PA・日進BS
  - 東郷PAにはスマートICの併設が計画されている。

## その他

### 日本郵便
- 郵便番号 : 470-0111[2]（集配局：日進郵便局[11]）。